# Masiazócia
Masiazócia (em latim: Masiazotia) ou Maseatsotne (em armênio: Մասյացոտն; romaniz.: Maseac’otn, lit. "Sopé do Másis", ou seja, o monte Ararate), segundo a Geografia de Ananias de Siracena (século VII), foi um gavar (cantão) da província de Airarate, no Reino da Armênia. Compreendia 2 800 quilômetros quadrados e estava situado na planície de Surmalu, na margem direita do rio Araxes, no sopé norte e leste do Pequeno e Grande Ararate. Remonta à antiga região referida como Ericuaque (Erikuaḫe) ou Ircua (Irkua) do tempo do Reino de Urartu. Nela estavam localizadas a cidade de Tsolaquerte (referida em grego como Zogocara e em latim como Colócia ou Zotozeta) e a vila de Anatacã Albiver (Anhatakan Albiwr, "fonte de Anaíte"). No século IV, era dos um territórios que compunham os domínios reais da dinastia arsácida. No tempo que a Armênia era uma província do Império Sassânida, era um dos territórios governados diretamente pelo marzobã (governador). Em 591, com a concessão de vastas porções da Armênia ao imperador Maurício (r. 582–602) pelo xainxá Cosroes II (r. 590–628), foi incorporado na recém-fundada província da Armênia Inferior.